# 三谷哲也
三谷 哲也（みたに てつや、1985年8月25日 - ）は、日本棋院東京本院所属の囲碁棋士。群馬県伊勢崎市出身。

## 略歴
四人兄弟の末っ子に育つ。アマチュア有段者の父と兄が囲碁を打っているのに興味を持ち、小学1年で囲碁を覚える。囲碁を覚えて一年に満たない1993年伊勢崎市立名和小学校2年時に、少年少女囲碁大会群馬県代表となる。その後連続し4年生まで代表となる。小学4年時に、趙治勲から手紙で趙が主催する合宿に誘われ合宿に参加。その合宿中に内弟子になるよう奨められる。母は中学生になってからでもよいのでは無いかと反対したが、1996年の小学5年より趙の内弟子となり千葉県千葉市に転居。しかし内弟子生活に馴染めず、半年で退去。
その後院生として、日本棋院囲碁研修センターで寮生活をはじめる。その後1年たらずで寮が閉鎖される事となり、寮母の仲介で安藤武夫の内弟子となる。1998年の棋士採用試験では、10位。1999年の棋士採用試験では8位。2000年の棋士採用試験では、予選で敗退。
2001年、黄翊祖の21勝5敗に次ぐ、20勝6敗の2位で同成績の大橋拓文と共にプロ入りを果たす。
2007年、第2回若鯉戦で準優勝。翌2008年の若鯉戦で優勝し、非公式戦ながら初の棋戦優勝を果たす。2009年・2010年には連年で新人王戦を準優勝するなど、若手棋戦で活躍した。
また、2010年には第58期王座戦で本戦ベスト4まで進出（準決勝で望月研一七段に敗退）。翌2011年の第59期王座戦でも再び本戦準決勝まで進出したが、羽根直樹碁聖に敗退。
2016年、第72期本因坊戦最終予選で佐藤優太初段・王銘琬九段・芝野虎丸二段に勝利し自身初のリーグ入りを決めた。リーグでは1勝6敗で陥落。
2019年の秋頃から腹痛などの体調不良に見舞われ、2020年1月、腸を約30cm切除する緊急手術を受けた。術後の診断は悪性リンパ腫・ステージⅣ。これに伴い休場届を提出したが、軽めの抗がん剤での治療が選択できたこともあってそこまで体調は悪化しなかったという。約8か月の休場を経て手合に復帰。2022年には王座戦と十段戦で本戦入りし、王座戦ではベスト8まで進出するなど、復帰後も好成績を残している。

## 人物
- 棋風は力戦を好む武闘派[11][12]。
- 20歳の頃に父から誘われた山登りにのめりこみ、地元の妙義山は上級コースを3時間で踏破できるようになるほど通い詰めた。南アルプスや北アルプスにも挑み、東京近郊の登山ルートはほぼ行き尽くしたという[12]。このほかに書道もたしなみ、藤沢秀行や高尾紳路の師でもある柳田泰山の教室に通って腕を磨いた[13]。
- 2015年に結婚[14]。2人の子どもがいる[9]。
- 前述のように、2020年に悪性リンパ腫のステージⅣであることが発覚。約8か月の休場も余儀なくされた。ただし、半年間の抗がん剤治療が終了したのち、2年が経過しても再発がなかったことから、予断は許さないものの、病とは「一区切りついたかな、という感じ」だと語っている[9]。

## 昇段履歴
- 2002年 初段 二段
- 2004年 三段
- 2006年 四段
- 2008年 五段
- 2010年 六段
- 2011年 七段
- 2019年9月17日 八段（勝数規定）[15]

## 主な成績
- 本因坊戦 リーグ入り 1期（第72期）
- 王座戦 本戦ベスト4（第58-59期）、ベスト8（第70期）
- 碁聖戦 本戦ベスト8（第40期）
- 新人王戦 準優勝（第34-35期）
- 若鯉戦（非公式戦） 優勝1回（第3回・2008年）、準優勝（第2回）